# Menno Simons
Menno Simons (1496-1561) var en anabaptistleder fra Frisland (en provins i Nederlandene). Simons var samtidig med de protestantiske reformatorer, og hans tilhængere blev kendt som mennonitter.

## Biografi
Menno Simonszoon (dvs. Simons søn) blev født i Witmarsum i Frisland. Frisland blev hærget af krig i det 15. og tidlige 16. århundrede. Landsknægte hjemsøgte i 1490'erne området for at tvinge de "frie" frisere til at acceptere hertugen af Sachsen som deres statsoverhoved. Hertugen regerede Holland på vegne af Habsburg-slægten. En af Habsburg-slægtens ærkefjender, hertugen af Geldern, invaderede Frisland i 1515 og erobrede halvdelen af det. Friserne forsøgte at genvinde deres frihed, men de var for svage og måtte til sidst acceptere den habsburgske kejser Karl. 5. Simons voksede op i det desillusionerede og krigshærgede Friesland. Hans forældre var fattige bønder, og Simons' uddannelse var begrænset til hans uddannelse til præst. Han blev præsteviet som romerskkatolsk præst i 1515 eller 1516 i Utrecht og blev kapellan i sin fars landsby, Pingjum, i 1524.
Omkring 1524 eller 1527 fik spørgsmålene i forbindelse med doktrinen om transubstantiation Menno Simons til nøje at studere Bibelen, som han indrømmede ikke tidligere at have studeret, selv om han var præst, og han kom frem til en "evangelisk-humanistisk" holdning.
Menno Simons stiftede først i 1531 kendskab med begrebet "gendåb", som han syntes lød meget mærkeligt, da han hørte om halshugningen af Sicke Freerks Snijder i Leewarden som straf for at blive gendøbt. Et nyt studium af Bibelen overbeviste Menno Simons om, at barnedåb ikke har belæg i Bibelen. Han diskuterede det med sin overordnede, studerede kirkefædrene og læste Martin Luthers og Heinrich Bullingers værker. Mens han stadig undersøgte sagen, blev han forflyttet til Witmarsum, hvor han fik direkte kontakt med anabaptisterne, der prædikede og praktiserede bekendelsesdåb. Senere kom der anabaptister fra Münster til. Selv om han opfattede dem som vildledte og fanatiske, blev han tiltrukket af deres ildhu og deres syn på Bibelen og på kirken. Da hans bror Pieter blev dræbt sammen med en gruppe anabaptister i 1535, havde Menno Simons en åndelig og mental krise. Han forkastede den katolske kirke og sin præstegerning 12. januar 1536 og sluttede sig til anabaptisterne. Datoen for hans dåb er ukendt, men fra oktober 1536 er hans forbindelse med anabaptisterne velkendt. I samme måned blev Herman og Gerrit Jans arresteret og anklaget for at have haft Simons boende. Han blev sandsynligvis døbt i begyndelsen af 1536, kort efter han forlod Witmarsum. Han blev præsteviet omkring 1537 af Obbe Philips. Obbe og hans bror Dirk Philips var blandt Melchior Hoffmans fredelige disciple, som stod i Schleitheim-bekendelsens tradition. De militante anabaptister have oprettet et kongedømme i Münster. Hoffman var med til at indføre anabaptismen i Nederlandene ved at udbrede og praktisere bekendelsesdåb i Emden i Østfrisland. Menno Simons forkastede den vold, som Münster-bevægelsen stod for, idet han mente, den ikke var begrundet i Bibelen. Hans teologi fokuserede på adskillelsen fra denne verden og dåb i forbindelse med anger og omvendelse.
Menno Simons blev hurtigt en vigtig person. Før 1540 havde David Joris været den mest indflydelsesrige anabaptistiske anfører i Nederlandene. I 1544 blev betegnelsen mennonit eller mennist brugt i et brev om de hollandske anabaptister.
Femogtyve år efter han forkastede katolicismen, døde Menno Simons i Würstenfelde i Holsten og blev begravet i sin have. Han var gift med Gertrude, og de havde mindst to døtre og en søn.
Simons' betydning for anabaptismen i Nederlandene var så stor, at den baptistiske historiker William Estep mener, at anabaptismens historie burde inddeles i tre perioder: før, under og efter Menno. Han er især betydningsfuld, fordi han sluttede sig til den anabaptistiske bevægelse i Nordeuropa på et tidspunkt, hvor den var mest trængt, og hjalp med ikke blot at bevare bevægelsen, men også at gøre den levedygtig inden for den radikale Reformation.